# Палац Целецького (Гадинківці)
Палац Целецьких Гадинківцях — будівля у с. Гадинківці Гусятинського району Тернопільської області, Україна. 

## Відомості
У цьому палаці жили Целецькі (пол. Cieliecki) гербу «Заремба». Станіслав Целецький (1789—1855, ротмістр кавалерії та борщівський староста) був першим з задокументованих власників села з цього роду. Потім недовгий час Гадинківцями володів його брат Леопольд, пізніше небіж Леопольда Альфред (пом. 1892). Наступним власником був посол сеймів та громадський діяч Артур Целецький (1850—1930), який надав кошти для будівництва школи і Народного дому в Гадинківцях. Це мало допомогло, місцеві його не любили. Целєцкій навіть перевіз тіла предків, і перезахоронив їх прах у Львові, на Личаківському кладовищі. В родинному гробівці поховані батьки Артура Целецького, його дідусь і бабуся, його донька, і сам Артур Целецький. Місце поховання дружини Артура не відоме. Коли маєток було розпарцельовано, Артур заснував нове село, назвавши його на честь родинного герба Зарембою. Поселилися там колоністи з Польщі.
```
Оскільки донька Артура померла ще маленькою, нащадків в нього не було, і він переписав маєток на свого племінника Єжи Целецького (1900—1979). Саме Єжи і був останнім власником Гадинківців до вересня 1939
 
р.
```

Вік деяких паркових дерев у садибі в Гадинківцях натякав, що палацик міг бути споруджений ще наприкінці XVIII ст. Але точних даних просто немає. Р. Афтаназі припускає, що двір в Гадинківцях задумувався як палац у центрі та два бічних флігелі, але зведені були лише флігелі. Маєток сильно перебудували після 1850 р., тоді ж під головну споруду маєтку вибрано було той з флігелів, котрий дивився на південь. На портику над головним входом розмістили родинні герби Заремба і Лодзя.  Дах був ґонтовим. Палацовий парк мав площу в 10 га. До Першої світової палац був обставлений стильними цінними меблями, тут зберігалося чимало цінних родинних речей. Двір горів — згоріло все. Частина будівлі була ще й підірвана. Після 1920 р. Артур Целецький відбудував родинне гніздо, але грошей на щось розкішне просто не було. Все стало скромнішим.
В палаці проте зберігалися картини, бухарські килими і колекція предметів мистецтва, які збирав останній власник Гадинківців Єжи Целецький. Все це було знищено з початком Другої світової війни.